# Casserole d'hélice

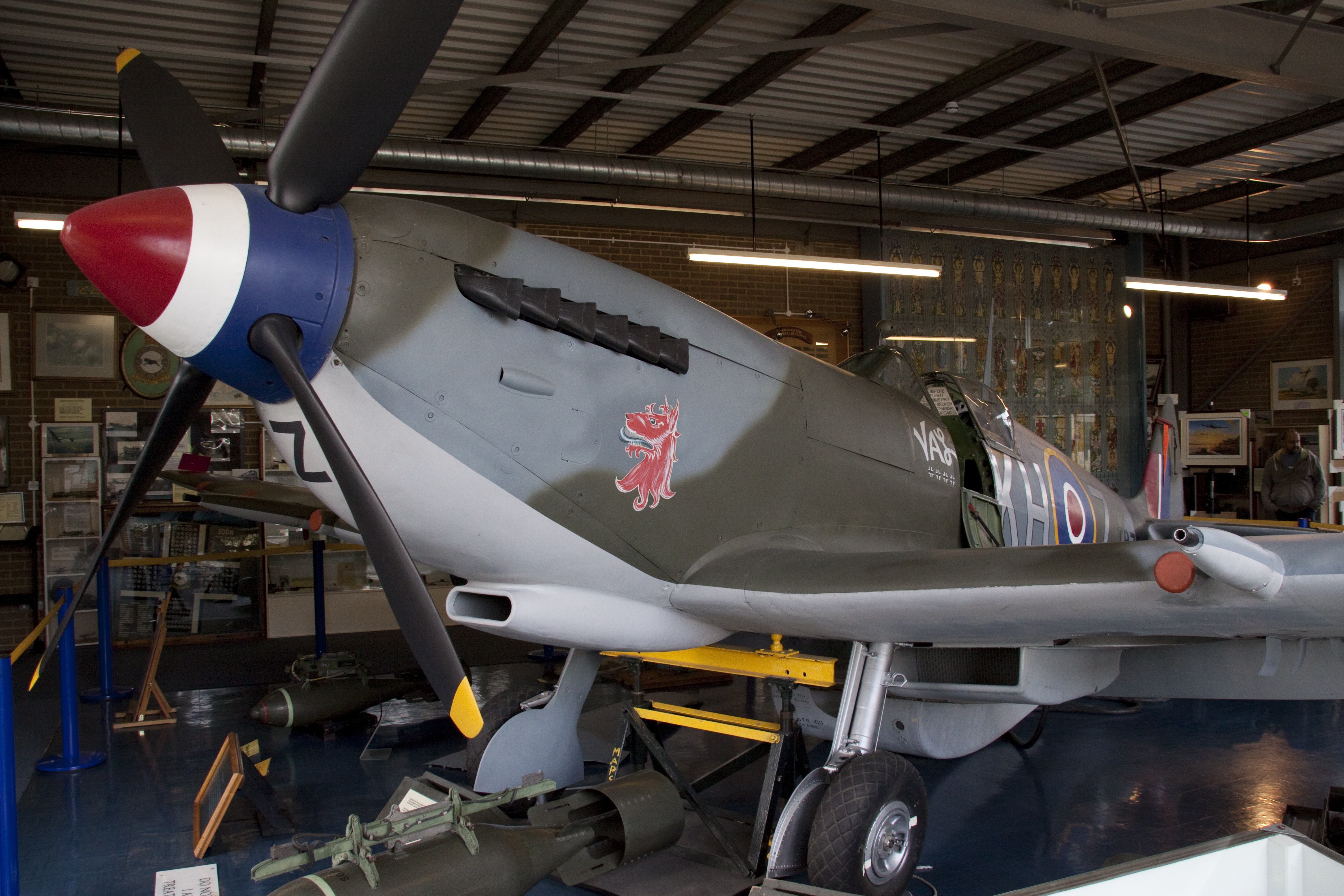
Sur un Supermarine Spitfire, casserole d'hélice peinte en bleue, blanc et rouge.

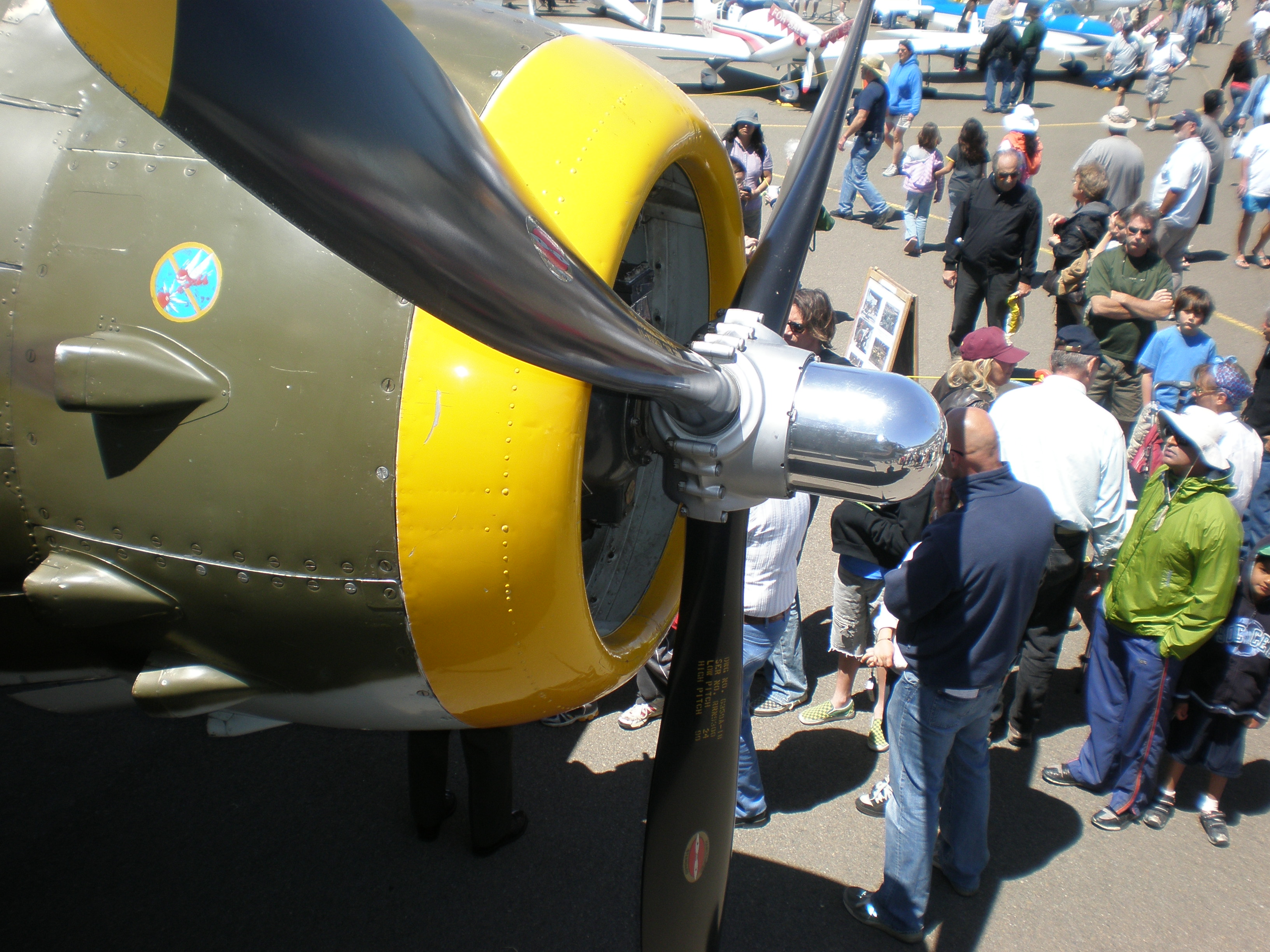
Sur un moteur de B-25J Mitchell, casserole d'hélice en métal.

Une casserole d'hélice est une pièce mécanique en métal ou en fibre de verre fixée à l'avant d'une hélice pour contribuer à l'aérodynamique et à la beauté d'un avion. 

## Aspect
De forme généralement cônique, celle-ci est placée devant l'hélice. Des ouvertures permettent aux pales de l'hélice de circuler correctement. Les casseroles d'hélice se trouvent sur les moteurs à pistons, sur les turbopropulseurs, et sur certains moteurs rotatifs. Elles sont également considérées comme des éléments esthétiques de l'avion lui-même.

## Histoire
Les premières casseroles d'hélices sont apparues sur les aéronefs de la Première Guerre mondiale, mais se sont réellement généralisées durant le conflit mondial suivant.